# Harriet – Der Weg in die Freiheit
Harriet – Der Weg in die Freiheit (Originaltitel: Harriet) ist ein Historienfilm von Kasi Lemmons, der im September 2019 im Rahmen des Toronto International Film Festivals seine Premiere feierte und am 1. November 2019 in die US-Kinos kam. In Deutschland erschien der Film am 9. Juli 2020. Die Filmbiografie erzählt vom Leben der bekanntesten afroamerikanischen Fluchthelferin Harriet Tubman, die selbst der Sklaverei entkommen konnte. Im Rahmen der Oscarverleihung 2020 wurde Cynthia Erivo als beste Hauptdarstellerin nominiert, zudem Stand Up als bester Filmsong.

## Handlung
Die Sklavin Araminta Ross arbeitet als Pflückerin auf einer Plantage. Als sie sich ausruht, erzählt ihr ihr Ehemann John, ein freier Mann, dass er einen Weg gefunden hat, auch sie aus der Sklaverei zu befreien. Nach dem Tod ihres Besitzers flieht sie nach Pennsylvania. Sie wird von Gideon, dem Sohn ihres ehemaligen Besitzers, verfolgt, der sich in Araminta verliebt hat, doch sie hat den festen Willen, nie wieder versklavt zu sein, auch wenn sie dafür sterben muss.

## Biografisches

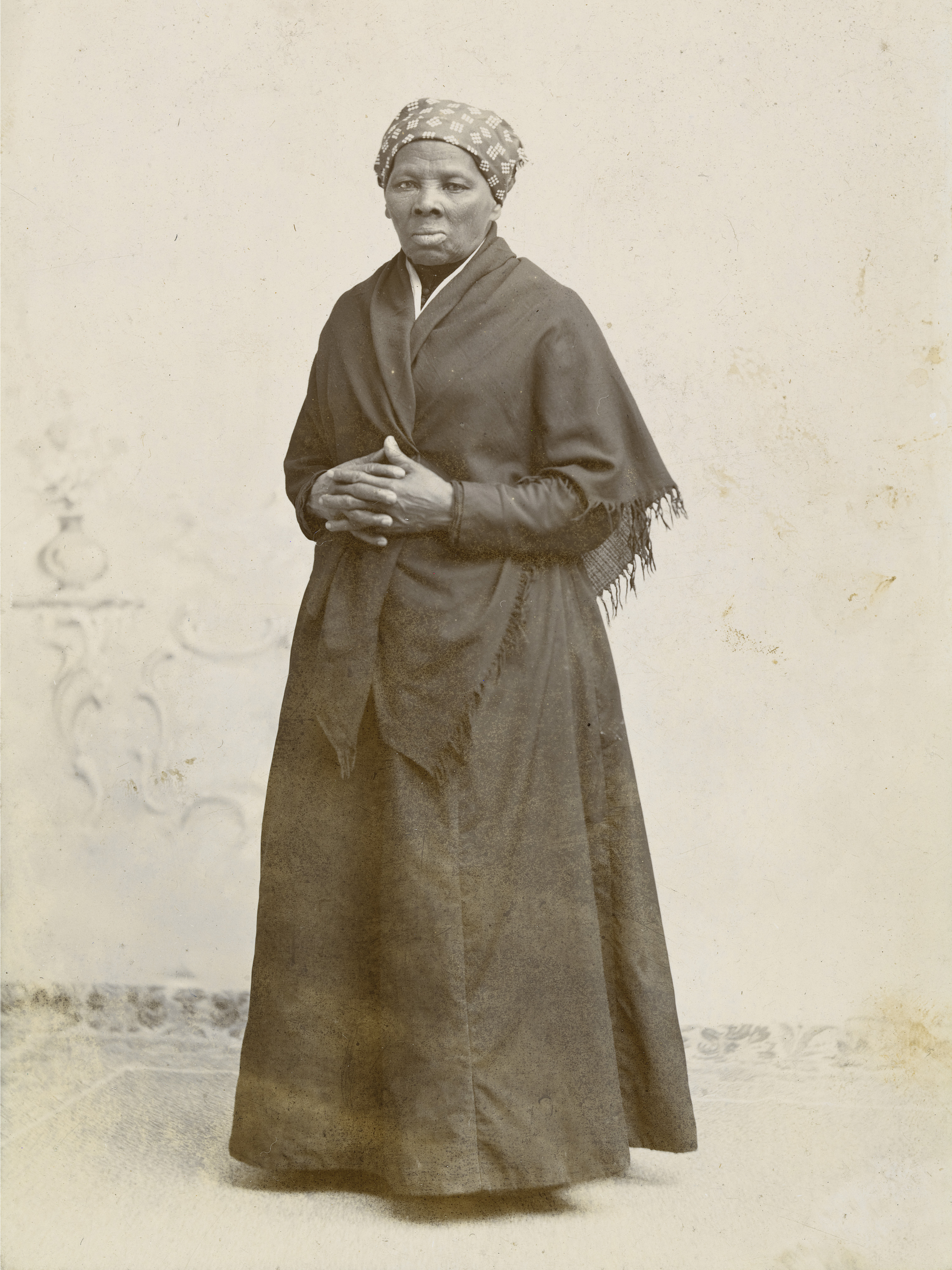
Harriet Tubman engagierte sich in der Hilfsorganisation Underground Railroad

Harriet Tubman war die bekannteste afroamerikanische Fluchthelferin der Hilfsorganisation Underground Railroad, die von etwa 1849 bis zum Ende des Sezessionskrieges entlaufenen Sklaven half, aus den Südstaaten in die Nordstaaten der USA oder nach Kanada zu fliehen.
Tubman arbeitete auf der Brodess Plantation, und nachdem sie 1849 selbst erfolgreich der Sklaverei entflohen war, kehrte sie unter dem Codenamen Moses mehrfach in die Südstaaten zurück. Sie spielte eine wichtige Rolle während des Abolitionismus und war anderen Sklaven auf ihrer Flucht behilflich. Im Sezessionskrieg arbeitete sie neben ihrer Tätigkeit als Krankenschwester und Köchin als Kundschafterin für die Nordstaaten, in ihren späteren Lebensjahren engagierte sie sich in der Frauenbewegung.
Tubman verstarb im Alter von etwa 93 Jahren am 10. März 1913 an den Folgen einer Lungenentzündung. Auch wenn Tubman nach ihrem Tod weitgehend in Vergessenheit geriet, zählt sie heute in den USA zu den bekannten historischen Persönlichkeiten, wozu unter anderem zahlreiche Kinderbücher beigetragen haben, die seit den 1960er Jahren erschienen. Nach ihrem Tod wurde Tubman mit militärischen Ehren auf dem Fort Hill Cemetery in Auburn beigesetzt.
Die Obama-Regierung hatte 2016 beschlossen, Tubmans Konterfei ab dem Jahr 2020 auf einer neuen 20-Dollar-Note zu zeigen. Die Trump-Regierung verzögerte diese Ehrung jedoch. Anfang 2019 gab US-Finanzminister Steven Mnuchin bekannt, dass die endgültige Entscheidung über eine Neugestaltung auf 2026 verschoben wurde. Ein neues Gesetz könnte somit erst 2028 verabschiedet werden. Tubman wäre die erste Frau und die erste schwarze Person, die in den USA auf einer Banknote zu sehen ist. Bereits Martha Washington zierte Ende des 19. Jahrhunderts US-Geld, allerdings eine 1-Dollar-Silbermünze. Letztlich wurde im Januar 2021 bekannt, kurz nach dem Amtsantritt von Joe Biden als US-Präsident, dass Tubmans Konterfei auf die neuen 20-Dollar-Scheine gedruckt werden soll und damit den früheren Präsidenten Andrew Jackson ablöst, der als Sklavenhalter in die US-Geschichte einging und mit Gewalt gegen Afroamerikaner und Ureinwohner vorging.
Tubmans Engagement in der Underground Railroad war bereits Gegenstand der Miniserie A Woman Called Moses von Cicely Tyson aus dem Jahr 1978. Eine geplante HBO-Adaption von Kate Clifford Larsons 2004 erschienenem Buch Bound for the Promised Land über Tubman, in der Viola Davis mitspielen und die sie auch produzieren sollte, wurde hingegen letztlich nicht realisiert.

## Produktion

### Stab und Besetzung
Focus Features kündigte das Filmprojekt im September 2018 an. Regie führte Kasi Lemmons, die als Professorin an der Tisch School of the Arts der New York University tätig ist und gemeinsam mit dem Produzenten Gregory Allen Howard auch das Drehbuch schrieb.
Die Tony-Award-, Grammy- und Emmy-Preisträgerin Cynthia Erivo, eine in Großbritannien geborene Schauspielerin nigerianischer Abstammung, übernahm die Titelrolle von Harriet Tubman. Es handelt sich um Erivos erste Hauptrolle in einem Film. Mitte September 2018 wurde die Besetzung mit Leslie Odom Jr. und Joe Alwyn bekannt, der im Film Gideon Brodess spielt, kurz später folgten Omar J. Dorsey, Tory Kittles, Antonio J. Bell und Tim Guinee, der den Quäker Thomas Garrett spielt, der in der Underground Railroad entflohenen Sklaven half, in die Nordstaaten zu entfliehen.

### Dreharbeiten und Ausstattung
Der Film wurde hauptsächlich in Virginia gedreht, so in Cumberland, Petersburg und Charles City, sowie im Powhatan County. Das Produktionsteam errichtete mehrere Backlots, also Außensets, die bereits zuvor für frühere Produktionen von Miniserien wie John Adams – Freiheit für Amerika und Filmen wie Lincoln als Drehorte genutzt wurden. Lemmons sagte, dass diese Kulisse für ein besonders emotionales Shooting sorgte: „Wir haben auf einer Plantage gedreht, auf der einst etwa tausend Sklaven lebten, gelitten und viele, viele gestorben sind.“ Im Herbst 2018 fanden Aufnahmen im Mathews County, so in Mathews statt, wo man an der Williams Wharf und dem Dock aus dem 19. Jahrhundert drehte. Als Kameramann fungierte John Toll, für das Szenenbild zeichnete Warren Alan Young verantwortlich, für die Kostüme Paul Tazewell.

### Filmmusik, Marketing und Veröffentlichung
Die Filmmusik komponiert Terence Blanchard. Der Soundtrack, der insgesamt 35 Musikstücke enthält, darunter auch den Song Stand Up von Cynthia Erivo, der auch als Single erhältlich ist, wurde am 1. November 2019 von Back Lot Music als Download und auf CD veröffentlicht. Im Song Stand Up beschreibt Harriet, wie sie mit einem Gewehr bewaffnet ihre Leute in die Freiheit führt. Es handelt sich um den Titelsong des Films der im Abspann gespielt wird.
Am 23. Juli 2019 wurde ein erster Trailer vorgestellt. Der Film wurde am 10. September 2019 beim Toronto International Film Festival erstmals gezeigt und kam am 1. November 2019 in die US-Kinos, wo er von der MPAA als PG-13 eingestuft wurde. Der Kinostart in Deutschland erfolgte am 9. Juli 2020. Am 12. März 2022 wird Harriet in das Programm von Amazon Prime Video aufgenommen.

## Rezeption

### Kritiken und Einspielergebnis
Der Film konnte bislang 74 Prozent aller Kritiker bei Rotten Tomatoes überzeugen. Auf Metacritic erhielt der Film einen Metascore von 66 von 100 möglichen Punkten.

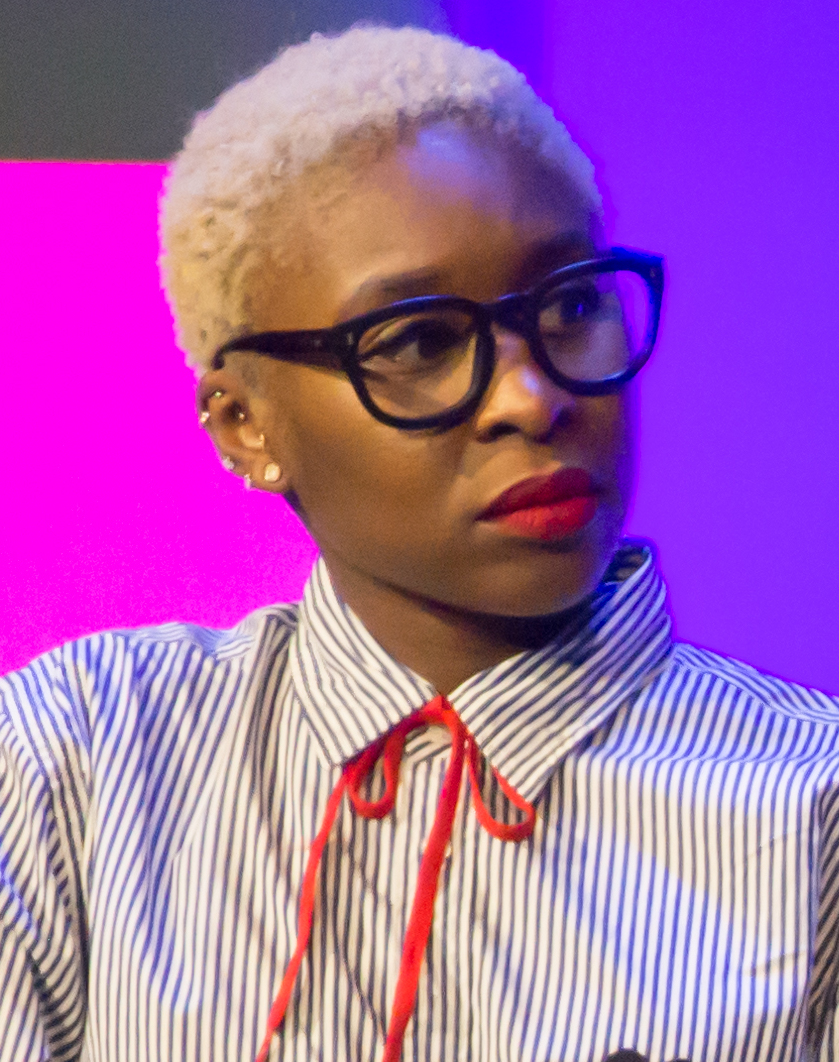
Cynthia Erivo spielt in der Titelrolle Harriet Tubman

Owen Gleiberman von Variety schreibt, wie eine Reihe anderer Filmkritiker, als Filmheldin sei Harriet Tubman längst überfällig gewesen. Der Film erzähle eine gewissenhafte, erbauliche und hingebungsvolle Version ihrer Geschichte, doch wenn es darum gehe, dem Publikum das Außergewöhnliche an Harriet Tubman nahezubringen, also nicht nur zu veranschaulichen, was sie getan hat, sondern uns eine Verbindung mit ihr aufbauen zu lassen, sei Harriet ein konventioneller Film. Dieser entwickele sich letztendlich zu einer Art selbstgerechtem Western-Actionfilm, der davon handelt, wie man einer Gruppe von Sklavenjägern entkommt. Weiter bemerkt Gleiberman, wenn man Fotos von Harriet Tubman betrachte, scheine diese, mit ihrem unerbittlich finsteren Gesicht, einen auf unheimliche Weise direkt anzustarren, was die britische Sängerin und Schauspielerin Cynthia Erivo, die sie in der Titelrolle verkörpert, mit einer wütenden und traurigen Beredsamkeit zum Ausdruck bringe, wobei sie gleichermaßen Wut und Angst, aber auch Entschlossenheit kommuniziere.
David Rooney von The Hollywood Reporter meint, der Film erzähle eine packende Geschichte, die größtenteils kompetent erzählt werde, doch die des Öfteren gezeigten religiösen Entrückungen von Harriet, die sie ein wenig wie eine unverwundbare Heilige erscheinen lassen, reduzierten die zentrale Figur auf ein Minimum. Auch Harriets Engagement als bewaffnete Angriffsführerin während des Bürgerkriegs wirke gehetzt dargestellt, und die beispiellose Bedeutung, die sie in dieser militärischen Rolle hatte, aber auch ihr anschließender Einsatz für das Frauenwahlrecht, werde erst im Abspann deutlich. Auch Rooney sagt, Erivo stelle Harriets selbstlosen Mut, der aus Leiden, Entschlossenheit und Wut hervorgegangen war, pointiert dar, aber auch er bemerkt, der starke Hang zur Verwendung von Actionszenen lasse zu wenig Raum für Charakterstudien, besonders der von Tubman, die er als eine außergewöhnliche Figur mit einem einzigartigen Platz in der amerikanischen Geschichte beschreibt.
Peter Bradshaw vom Guardian sieht in Harriet Tubman einen Spartacus des amerikanischen Südens, und neben seiner Einordnung irgendwo zwischen einem Sklavenfluchtdrama, einem Actionthriller und einem Western sei der Film in gewisser Weise auch ein Superheldenfilm, was ein lohnender Genremix sei, auch wenn Kasi Lemmons sich nur oberflächlich mit den Qualen und den Ungerechtigkeiten beschäftige, die mit der Sklaverei einhergingen. So werde Tubman zu einer mythischen Figur, von der einige Plantagenbesitzer einfach nicht glauben können, dass sie eine schwarze Frau ist, und es daher vorziehen, zu denken, dass sie eine Nordländerin in schwarzer Verkleidung sein muss. Lemmons Leistung bestehe darin, eine Geschichte zu erzählen, die Sklaverei nicht als tragische und unveränderliche Tatsache akzeptiert, sondern Menschen zeigt, die Maßnahmen gegen diese ergriffen haben, so Bradshaw.
In den USA vergaben die Zuschauer für den Film nach seinem Start den CinemaScore „A+“, was einer „1+“ entspricht.  
Die Einnahmen des Films aus Kinovorführungen belaufen sich dort auf rund 43 Millionen US-Dollar.

### Auszeichnungen (Auswahl)
African-American Film Critics Association Awards 2019
- Aufnahme in die 10 Best Films of 2019[34]

American Black Film Festival 2020
- Nominierung als Film des Jahres[35]

Black Film Critics Circle Awards 2019
- Auszeichnung für die Beste Regie (Kasi Lemmons)[36]

Black Reel Awards 2020
- Nominierung für die Beste Regie (Kasi Lemmons)
- Nominierung als Beste Hauptdarstellerin (Cynthia Erivo)
- Nominierung als Beste Nebendarstellerin (Janelle Monáe)
- Nominierung für die Beste Kamera (John Toll)
- Nominierung für das Beste Szenenbild (Warren Alan Young)
- Nominierung für die Besten Kostüme (Paul Tazewell)[37]

Critics’ Choice Movie Awards 2020
- Nominierung als Beste Hauptdarstellerin (Cynthia Erivo)
- Nominierung als Bester Song („Stand Up“)

Golden Globe Awards 2020
- Nominierung als Beste Hauptdarstellerin – Drama (Cynthia Erivo)
- Nominierung als Bester Filmsong („Stand Up“, Cynthia Erivo)

Grammy Awards 2021
- Nominierung als Best Song Written For Visual Media („Stand Up“, Joshuah Brian Campbell und Cynthia Erivo)[38]

Hollywood Film Awards 2019
- Auszeichnung als Breakout Actress (Cynthia Erivo)[39]

Hollywood Music in Media Awards 2019
- Nominierung für die Beste Filmmusik – Spielfilm (Terence Blanchard)
- Auszeichnung als Bester Song – Spielfilm (Stand Up, Cynthia Erivo und Joshuah Brian Campbell)[40][41]

London Critics’ Circle Film Awards 2020
- Nominierung als Beste britische Schauspielerin (Cynthia Erivo)[42]

Mill Valley Film Festival 2019
- Auszeichnung mit dem Publikumspreis in der Sektion Mind the Gap (Kasi Lemmons)

NAACP Image Awards 2020
- Nominierung als Bester Film
- Nominierung für das Beste Drehbuch (Kasi Lemmons und Gregory Allen Howard)
- Nominierung für die Beste Regie (Kasi Lemmons)
- Nominierung als Beste Hauptdarstellerin (Cynthia Erivo)
- Nominierung als Beste Nachwuchsschauspielerin (Cynthia Erivo)
- Nominierung als Bester Nebendarsteller (Leslie Odom Jr.)
- Nominierung als Beste Nebendarstellerin (Janelle Monáe)
- Nominierung für das Beste Soundtrack/Compilation Album (Terence Blanchard)
- Nominierung für die Beste Besetzung[43]

Oscarverleihung 2020
- Nominierung als Beste Hauptdarstellerin (Cynthia Erivo)
- Nominierung als Bester Filmsong („Stand Up“)

Palm Springs International Film Festival Film Awards 2020
- Auszeichnung mit dem Breakthrough Performance Award (Cynthia Erivo)[44]

Santa Barbara International Film Festival 2020
- Auszeichnung mit dem Virtuoso Award (Cynthia Erivo)

Satellite Awards 2019
- Nominierung als Beste Hauptdarstellerin – Drama (Cynthia Erivo)
- Nominierung für die Beste Filmmusik (Terence Blanchard)

Screen Actors Guild Awards 2020
- Nominierung als Beste Hauptdarstellerin (Cynthia Erivo)

## Synchronisation
Die deutsche Synchronisation entstand nach einem Dialogbuch und der Dialogregie von Christoph Cierpka im Auftrag der FFS Film- & Fernseh-Synchron GmbH, Berlin.
| Darsteller            | Synchronsprecher     | Rolle              |
| --------------------- | -------------------- | ------------------ |
| Cynthia Erivo         | Dela Dabulamanzi     | Harriet / Minty    |
| Leslie Odom Jr.       | Torben Liebrecht     | William Still      |
| Joe Alwyn             | Tino Mewes           | Gideon Brodess     |
| Clarke Peters         | Reinhard Scheunemann | Ben Ross           |
| Vanessa Bell Calloway | Anke Reitzenstein    | Rit Ross           |
| William Flaman        | F.G.M. Stegers       | A.C. Thompson      |
| Henry Hunter Hall     | Kaze Uzumaki         | Walter             |
| Aria Brooks           | Hedda Erlebach       | Anger (8 Jahre)    |
| Mike Marunde          | Ronald Nitschke      | Edward Brodess     |
| Jennifer Nettles      | Cathlen Gawlich      | Eliza Brodess      |
| Nick Basta            | Martin Gleitze       | Foxx               |
| Tory Kittles          | Matti Klemm          | Frederick Douglass |
| Don Hartman           | Hanns Jörg Krumpholz | Gus Vern           |
| Antonio J Bell        | Julian Tennstedt     | Henry Ross         |
| Rakeem Laws           | Tobias Schmidt       | Jasper Marley      |
| Zackary Momoh         | Ralf David           | John Tubman        |
| CJ McBath             | Jonas Lauenstein     | Junyah Ross        |
| Janelle Monáe         | Sanam Afrashteh      | Marie Buchanon     |
| Brian K. Landis       | Robert Levin         | Marshal            |
| Daphne Reid           | Sabina Trooger       | Miz Lucy           |
| Jenna Marie Hess      | Patrizia Carlucci    | Phoebe             |
| Deborah Ayorinde      | Sophie Lechtenbrink  | Rachel Ross        |
| Vondie Curtis-Hall    | Hans Bayer           | Reverend Green     |